# Cachopostales
Los cachopostales son una etnia extinta[cita requerida] del estado de Texas perteneciente al grupo de los Coahuiltecos y relacionados con la etnia Pampopa.
Los primeros registros de los cachopostales son de 1727, cuando se informó que un pequeño grupo de ellos vivía cerca de los indios Pampopa en el río Nueces, aparentemente en el área que ahora abarcan los condados de Dimmit y La Salle. No es seguro que fueran nativos de esta localidad en particular.
Posterior a 1727, solo se tiene información a partir de registros relacionados con dos misiones españolas, una de 1739 de la Misión de San Antonio de Valero, y la otra de 1772 de la Misión de San Juan Bautista, ubicada cerca del Río Grande al noreste de Coahuila.